# Plateau de l'Ijen
Le plateau de l'Ijen est une région de hautes terres au sud-est de la ville de Bondowoso dans la province indonésienne de Java oriental. Il comprend l'ensemble volcanique du Ijen, auquel il doit son nom, et les volcans Raung (3 332 m), Suket (2 950 m) et Merapi (2 800 m), qu'il ne faut pas confondre avec le Merapi de Java central, ainsi que plusieurs sommets plus petits.
C'est une région rurale, où les plantations de café et les cultures maraîchères alternent avec la forêt de montagne. On y trouve quelques villages dispersés. Le plateau fait partie de la réserve d'Ijen-Merapi-Maelang.
L'endroit le plus remarquable du plateau est le lac de cratère du Kawah Ijen, dont le soufre est récolté à la main par des dizaines de travailleurs.